# Alta (rivière)
Pour les articles homonymes, voir Alta.
L’Alta est une petite rivière d'Ukraine (Poltava). Elle se jette dans la Troubij à Pereïaslav, après un cours de 50 kilomètres.
Selon la légende, c'est sur ses bords qu'Iaroslav remporta en 1019, sur son frère Sviatopolk, la victoire qui lui assura le trône de Russie.

## Source
Cet article comprend des extraits du Dictionnaire Bouillet. Il est possible de supprimer cette indication, si le texte reflète le savoir actuel sur ce thème, si les sources sont citées, s'il satisfait aux exigences linguistiques actuelles et s'il ne contient pas de propos qui vont à l'encontre des règles de neutralité de Wikipédia.